# Audiotransparent
Audiotransparent is een Nederlandse band, die indiepop combineert met post-rock, slowcore, rock en country. De band, afkomstig uit Groningen, Amsterdam en Utrecht, debuteerde in 2003 met het goed ontvangen audiotransparent. Na enige bezettingswisselingen verscheen in 2005 nevland, vernoemd naar de toenmalige FC Groningen-aanvaller. Ook dit album kon rekenen op goede kritieken.
In november 2009 verscheen het derde album Chekhov Guns, evenals voorgaande albums geproduceerd door Corno Zwetsloot.
Audiotransparent bestaat uit vijf bandleden, te weten:
- Bart Looman - Zang, bas, gitaar
- Wessel Spijkerman - Drums, zang
- Gijs van Veldhuizen - Gitaar, synth/sampler, zang
- Andreas Willemse - Piano, synth, viool, zang
- Chris van der Ploeg - Gitaar, zang

Tijdens live-optredens wordt de band veelal bijgestaan door
- Hanneke Rolden - Viool
- Sebastiaan Wiering - Cello
- Rogier Vroom - Trompet

## Samenwerking en nevenprojecten
Bart Looman is als bassist actief tijdens live shows van At the close of every day en is zanger en gitarist in The Fire Harvest. Andreas Willemse heeft als violist op het podium gestaan met o.a. Lawn, en maakt tevens deel uit van het Utrechtse Novack. Michel Weber was in het verleden drummer van Benjamin B. Gijs van Veldhuizen is frontman van Kendler, waar ook Chris van der Ploeg (gitaar) en Sebastiaan Wiering (bas/cello) deel van uitmaken. Chris is daarnaast solo actief onder de naam I Took Your Name.
In de song You are a movie werkt audiotransparent samen met Tony Dekker (zang) en Erik Arnesen (banjo). Beiden maken deel uit van de canadese band Great Lake Swimmers.

## Bekendheid
Audiotransparent is in de zogenaamde "underground" van Nederland bekend en populair.
De band toerde onder anderen met Tindersticks en Great Lake Swimmers, en deelde regelmatig het podium met Nederlandse bands als We vs Death, LPG, Awkward I, The Black Atlantic en Kim Janssen. De band speelde op Nederlandse festivals als Noorderslag (2004), Noorderzon (2008), de eerste editie van het Vlielandse Into The Great Wide Open (2009) en Le Guess Who? (2009).
In 2006 deed de band een succesvolle korte tournee door het oosten van Canada.

## Discografie

### Singles
- The friday of our lives - 3"-single - december 2005 - Livingroom Records
- Hands & Fields - 7"-split met We vs Death - september 2006 - Dutch Indie Singles Club
- You are a movie/Never let her slip away (Andrew Gold cover) - 7"-dubbel-split met Great Lake Swimmers - april 2009 - Katzwijm Records/(Weewerk)

### Albums
- Audiotransparent - september 2003 - Livingroom Records
- Nevland - september 2005 - Livingroom Records
- Chekhov Guns - november 2009 - Katzwijm Records/Excelsior/V2